# PALB2
همباز و متمرکزکنندهٔ BRCA2 (انگلیسی: Partner and localizer of BRCA2) که با نام‌های PALB2 یا FANCN هم شناخته می‌شود، یک پروتئین است که در انسان توسط ژن «PALB2» کُدگذاری می‌شود.
این پروتئین در حفظ ژنوم انسان و بازسازی دی‌ان‌ای نقش دارد و موجب تجمیع و تمرکزِ پایدارِ درون‌هسته‌ای BRCA2 می‌گردد. این پروتئین به تک‌رشتهٔ دی‌ان‌ای می‌چسبد و به‌طور مستقیم با آنزیم ریکامبیناز RAD51 واکنش نشان داده و سبب تحریک فرایند «تهاجم رشته‌ای» (strand invasion) می‌گردد که گامی مهم در نوترکیبی هم‌ساخت است. پروتئین PALB2 در کنار مولکول BRCA2 یک اثر هم‌افزایی در شدت‌بخشیدن به تهاجم رشته‌ای دارد.

## اهمیت بالینی
انواع مختلفی از این پروتئین را با افزایش احتمال بروز سرطان پستان  - مشابه با سرطانی که در اثر جهش BRCA2 ایجاد می‌شود - مرتبط می‌دانند. سلول‌هایی که دچار کمبود این پروتئین هستند، به بازدارنده‌های پارپ حساس هستند.
اخیراً مشخص شد که این ژن «PALB2» در بروز سرطان لوزالمعده ارثی هم دخالت دارد و بدین ترتیب امکان توسعهٔ یک روش آزمایش ژنتیک برای تشخیص زودهنگام آن در افرادی که چندین نفر از اعضای خانواده‌شان قبلاً به این سرطان دچار بوده‌اند، به‌وجود آمده‌است. تست‌های دو شرکت «اَمبری جینتیکس» و «میریاد جینتیکس» برای این منظور همینک در دسترس است.
در خانم‌هایی که سرطان پستان و جهش PALB2 داشته‌اند، باید درمان ماستکتومی رادیکال پروفیلاکتیک را در نظر داشت..
برخی جهش‌های جفت آللی در ژن «PALB2» سبب بروز آنمی فانکونی می‌گردد.
جهش ژن یاد شده سبب بروز احتمال ابتلا به سرطان پستان، سرطان تخمدان و سرطان لوزالمعده می‌گردد.

دومِـین‌های پروتئین PALB2

## برای مطالعهٔ بیشتر
- Beausoleil SA, Jedrychowski M, Schwartz D, Elias JE, Villén J, Li J,  et al. (August 2004). "Large-scale characterization of HeLa cell nuclear phosphoproteins". Proceedings of the National Academy of Sciences of the United States of America. 101 (33): 12130–5. Bibcode:2004PNAS..10112130B. doi:10.1073/pnas.0404720101. PMC 514446. PMID 15302935.
- Kimura K, Wakamatsu A, Suzuki Y, Ota T, Nishikawa T, Yamashita R,  et al. (January 2006). "Diversification of transcriptional modulation: large-scale identification and characterization of putative alternative promoters of human genes". Genome Research. 16 (1): 55–65. doi:10.1101/gr.4039406. PMC 1356129. PMID 16344560.
- Xia B, Sheng Q, Nakanishi K, Ohashi A, Wu J, Christ N,  et al. (June 2006). "Control of BRCA2 cellular and clinical functions by a nuclear partner, PALB2". Molecular Cell. 22 (6): 719–29. doi:10.1016/j.molcel.2006.05.022. PMID 16793542.
- Rahman N, Seal S, Thompson D, Kelly P, Renwick A, Elliott A,  et al. (February 2007). "PALB2, which encodes a BRCA2-interacting protein, is a breast cancer susceptibility gene". Nature Genetics. 39 (2): 165–7. doi:10.1038/ng1959. PMC 2871593. PMID 17200668.
- Reid S, Schindler D, Hanenberg H, Barker K, Hanks S, Kalb R,  et al. (February 2007). "Biallelic mutations in PALB2 cause Fanconi anemia subtype FA-N and predispose to childhood cancer". Nature Genetics. 39 (2): 162–4. doi:10.1038/ng1947. PMID 17200671. S2CID 10326242.
- Xia B, Dorsman JC, Ameziane N, de Vries Y, Rooimans MA, Sheng Q,  et al. (February 2007). "Fanconi anemia is associated with a defect in the BRCA2 partner PALB2". Nature Genetics. 39 (2): 159–61. doi:10.1038/ng1942. PMID 17200672. S2CID 36491877.
- Erkko H, Xia B, Nikkilä J, Schleutker J, Syrjäkoski K, Mannermaa A,  et al. (March 2007). "A recurrent mutation in PALB2 in Finnish cancer families". Nature. 446 (7133): 316–9. Bibcode:2007Natur.446..316E. doi:10.1038/nature05609. PMID 17287723. S2CID 4340489.
- Tischkowitz M, Xia B, Sabbaghian N, Reis-Filho JS, Hamel N, Li G,  et al. (April 2007). "Analysis of PALB2/FANCN-associated breast cancer families". Proceedings of the National Academy of Sciences of the United States of America. 104 (16): 6788–93. Bibcode:2007PNAS..104.6788T. doi:10.1073/pnas.0701724104. PMC 1871863. PMID 17420451.
- Oliver AW, Swift S, Lord CJ, Ashworth A, Pearl LH (September 2009). "Structural basis for recruitment of BRCA2 by PALB2". EMBO Reports. 10 (9): 990–6. doi:10.1038/embor.2009.126. PMC 2750052. PMID 19609323.